# Kerne (remorqueur)
Le Kerne est un ancien remorqueur à vapeur britannique de 1912. Après une longue carrière en Écosse et à Londres, il a bénéficié d'une restauration assurant sa préservation.

Il est basé au Merseyside Maritime Museum  de Liverpool.

Ce bâtiment est inscrit au registre du National Historic Ships  depuis 1993 et il est aussi l'un des nombreux bateaux de la National Historic Fleet.

## Histoire
À l'origine le remorqueur devait être nommé Kiking lors de sa construction au chantier naval de Montose en Écosse en 1912. À sa sortie, l'Amirauté britannique le renomme Terrier. Il est mis en service en mars 1913 et est utilisé au chantier naval de Chatham durant 35 ans. Il subit une refonte en 1935.
En 1948, il a été vendu à Messrs JP Knight Ltd. de Londres pour une utilisation sur la Tamise. Il a encore sa cheminée pliable et le poste de pilotage est à ciel ouvert. Comme il reste à l'usage de l'Amirauté, il est réenregistré à Londres le 28 juillet 1948 sous le nom de Kerne car la flotte des remorqueurs de JP Knight avait des noms commençant par la lettre « K ». 

Le 13 septembre 1949, Kerne est revendu à la Straits Steamship Company Ltd. de Liverpool, filiale de la Liverpool Lighterage Company. Il a été modifié avec une cheminée non pliable plus grande, une timonerie fermée et un rouf d'habitation sur le pont. Kerne fit le remorquage des barges  sur le fleuve Mersey, le canal maritime de Manchester et River Weaver (en) durant 22 ans. Sa propriété est passée à la Liverpool Lighterage Company Ltd en avril 1965, qui exploitait également les d'autres remorqueurs à vapeur. 
En avril 1971, il fut remplacé par un remorqueur à moteur et il fut mis au rebut et vendu à North Western Steam Ship Co. Ltd, une organisation à but non lucratif, pour la préservation de ce remorqueur.
Kerne est généralement basé au Merseyside Maritime Museum à Liverpool ou au National Waterways Museum (en) à Ellesmere Port.  Il navigue encore vers l'île de Man, les ports du Nord du Pays de Galles et fait régulièrement des croisières sur le fleuve Weaver et les canaux fluviaux locaux. 